# Баронеты Батлеры
Баронеты Батлеры (англ. Butler baronets) — титул, созданный для представителей дома Батлеров. Два титула баронетов входили в список баронетов Ирландии, а других два — в список баронетов Соединённого королевства. По состоянию на 2014 год, сохранилось два титула баронетов.

## История
Титул баронета Батлера из Клугренана в графстве Карлоу был создан в списке баронетов Ирландии 16 августа 1628 года для Томаса Батлера (ум. 1642). Он заседал в Палате общин Ирландии от графства Карлоу и занимал пост шерифа графства Карлоу. Томас Батлер был незаконнорожденным сыном достопочтенного сэра Эдмунда Батлера из Клугренана (1534—1602), второго сына Джеймса Батлера, 9-го графа Ормонда. Его внук, сэр Томас Батлер, 3-й баронет (ум. 1704), представлял графство Карлоу в Ирландской палате общин и служил шерифом графства Карлоу. Его старший сын, Пирс Батлер, 4-й баронет (1670—1732), заседал в Ирландской палате общин от графства Карлоу и был членом Тайного Совета Ирландии. Его сменил племянник, Ричард Батлер, 5-й баронет (1699—1771). Он заседал в Ирландской палате общин от графства Карлоу (1730—1761). Его сын, Томас Батлер, 6-й баронет (1735—1772), заседал в Ирландской палате общин от графства Карлоу (1761—1768) и Порталингтона (1771—1772). Его сменил его старший сын, Ричард Батлер, 7-й баронет (1761—1817). Он представлял графство Карлоу в Ирландской палате общин (1783—1790, 1796—1801) и Английской палате общин (1801—1802). Его правнук, Томас Пирс Батлер, 10-й баронет (1836—1909), был высшим шерифом и заместителем лейтенанта графства Карлоу. Его сын, Ричард Пирс Батлер, 11-й баронет (1872—1955), был высшим шерифом графства Карлоу в 1905 году и заместителем лейтенанта графства Карлоу. Его сын, Томас Пирс Батлер, 12-й баронет (1910—1994), служил полковником в гренадерской гвардии. По состоянию на 2014 год, носителем титула являлся сын последнего, Ричард Пирс Батлер, 13-й баронет (род. 1940), который наследовал отцу в 1994 году.
Семейная резиденция — Баллин Темпл в окрестностях поселка Таллоу, графство Корк.
Титул баронета Батлера из Палестауна в графстве Килкенни был создан в списке баронетов Ирландии 8 июля 1645 года для Уолтера Батлера (ум. 1650). Он был сыном Эдмунда Батлера из Палестауна (1595—1636), потомка Джеймса Батлера, 3-го графа Ормонда. После смерти в 1762 году 4-го баронета титул прервался.
Титул баронета Батлера из Олд-Парка в городе Девизес в графстве Уилтшир в списке баронетов Соединённого королевства был создан 28 января 1922 года для бизнесмена Реджинальда Батлера (1866—1933). По состоянию на 2014 год, носителем титула являлся его правнук, сэр Ричард Батлер, 4-й баронет (род. 1953), который наследовал своему отцу в 2012 году. Он является членом исполнительного комитета постоянного совета Баронетов.
Титул баронета Батлера из Эджбастона в графстве Уорикшир в списке баронетов Соединенного королевства был создан 29 января 1926 года для пивовара Уильяма Батлера (1866—1939), председателя Mitchells & Butlers Ltd. Его единственный сын Уильям Оуэн Батлер (1898—1935) умер при жизни отца, не оставив мужских потомков. В 1939 году после смерти Уильяма Батлера титул баронета прервался.

## Баронеты Батлер из Клугренана (1628)
- Сэр Томас Батлер, 1-й баронет[англ.] (умер 1642), незаконнорожденный сын сэра Эдмунда Батлера из Клугренана (1534—1602)
- Сэр Эдмонд Батлер, 2-й баронет[англ.] (умер около 1650), сын предыдущего
- Сэр Томас Батлер, 3-й баронет[англ.] (умер в январе/феврале 1703), сын предыдущего
- Сэр Пирс Батлер, 4-й баронет[англ.] (1670 — 17 апреля 1732), старший сын предыдущего
- Сэр Ричард Батлер, 5-й баронет[англ.] (1699 — 25 декабря 1771), сын Джеймса Батлера (ум. 1720/1723) и племянник предыдущего
- Сэр Томас Батлер, 6-й баронет[англ.] (1735 — 7 октября 1772), старший сын предыдущего
- Сэр Ричард Батлер, 7-й баронет[англ.] (14 июля 1761 — 16 января 1817), старший сын предыдущего
- Сэр Томас Батлер, 8-й баронет (23 октября 1783 — 9 ноября 1861), старший сын предыдущего
- Сэр Ричард Пирс Батлер, 9-й баронет (4 марта 1813 — 22 ноября 1862), старший сын предыдущего
- Сэр Томас Пирс Батлер, 10-й баронет (16 декабря 1836 — 8 марта 1909), старший сын предыдущего
- Сэр Ричард Пирс Батлер, 11-й баронет (28 сентября 1872 — 25 марта 1955), старший сын предыдущего
- Полковник сэр Томас Пирс Батлер, 12-й баронет (18 сентября 1910 — 9 апреля 1994), единственный сын предыдущего
- Сэр Ричард Пирс Батлер, 13-й баронет (род. 22 июня 1940), единственный сын предыдущего
  - Наследника титула: Томас Пирс Батлер (род. 9 октября 1966), старший сын предыдущего.

## Баронеты Батлер из Палестауна (1645)
- Сэр Уолтер Батлер, 1-й баронет[англ.] (умер 1650), сын Эдмунда Батлера из Палестауна (1595—1636)
- Сэр Ричард Батлер, 2-й баронет (умер 1679), сын предыдущего
- Сэр Уолтер Батлер, 3-й баронет (ок. 1678 — 8 октября 1723), сын предыдущего
- Сэр Эдмунд Батлер, 4-й баронет (ок. 1708 — сентябрь/октябрь 1762), сын предыдущего.

## Баронеты Батлер из Олд-Парка (1922)
- Сэр (Роберт) Реджинальд Фредерик Батлер, 1-й баронет (19 июня 1866 — 19 ноября 1933), сын Фредерика Джеймса Батлера (ум. 1881)
- Сэр (Реджинальд) Томас Батлер, 2-й баронет (27 апреля 1901 — 22 марта 1959), единственный сын предыдущего
- Сэр (Реджинальд) Майкл Томас Батлер, 3-й баронет (22 апреля 1928 — 1 июля 2012), старший сын предыдущего
- Сэр (Реджинальд) Ричард Майкл Батлер, 4-й баронет (род. 3 октября 1953), старший сын предыдущего
  - Наследник титула: Реджинальд Пол Батлер (род. 26 июня 1988), старший сын предыдущего.

## Баронеты Батлер из Эджбастона (1926)
- Сэр Уильям Уотерс Батлер, 1-й баронет (14 декабря 1866 — 5 апреля 1939)

Сэр Уильям Уотерс Батлер был покровителем Бирмингемского университета. Он выделил 10,000 фунтом стерлингов университету в 1936 году.